# Salão Internacional de Humor Gráfico de Pernambuco
Salão Internacional de Humor Gráfico de Pernambuco (SIHG-PE) é um evento de exposição de cartuns e caricaturas realizado em Recife desde 2012. Idealizado pelo cartunista Samuca Andrade, o SIHG-PE teve sua primeira edição na Galeria Janete Costa, dentro do Parque Dona Lindu, com o tema "Mulher". Foram recebidos 818 trabalhos, entre cartuns e caricaturas de 502 cartunistas de 63 países. Esta primeira edição do evento ganhou o 25º Troféu HQ Mix na categoria "melhor salão e festival". A segunda edição do evento foi realizada em 2016, tendo como tema os direitos humanos, com 564 trabalhos recebidos, entre cartuns e caricaturas de 336 cartunistas de 51 países. A terceira edição  do SIHG-PE recebeu 704 trabalhos de 49 países . Os 133 selecionados e os seis vencedores foram expostos na Caixa Cultural (Recife), entre 30 de outubro e 9 de dezembro de 2018. 